# 中願寺雄吉
中願寺雄吉（日语：／ Chūganji Yūkichi，1889年3月23日—2003年9月28日），日本超級人瑞，曾是日本史上最年長男性，出生於福岡縣舊筑紫郡筑紫村。
2003年9月28日，中願寺雄吉老死，享嵩壽114歲189天。2011年10月26日，木村次郎右衛門超越中願寺雄吉成為日本史上最年長男性。最初，泉重千代被認定為日本最年長男性紀錄的保持者；但由於泉重千代的出生時間存在爭議而被除名，中願寺雄吉便成為了當時日本最年長紀錄的保持者的其中一個。
作為一名退休的飼養員，他與中願寺鹿於大正3年（1914年）結婚。舊三井郡三國村（現小郡市）、他的妻子於1973年去世，他與74歲的女兒中願寺光住在福岡縣小郡市，靠近九州島的市中心。